# Cyathissa
Cyathissa is een geslacht van vlinders van de familie uilen (Noctuidae), uit de onderfamilie Hadeninae.

## Soorten
- C. dulcinia Dyar, 1921
- C. pallida Smith, 1902
- C. percara Morrison, 1874